# Conflito fronteiriço entre Tailândia e Laos
O Conflito fronteiriço entre Tailândia e Laos (Dezembro de 1987 - Fevereiro de 1988) foi um breve confronto entre as forças tailandesas e laocianas, causada pela disputa envolvendo o mapa feito por inspetores franceses em 1907 a fim de marcar as fronteiras entre Sião e a Indochina francesa. O destino da aldeia de Ban Romklao, a fronteira da província de Phitsanulok e três pequenas aldeias da província de Uttaradit, localizadas na Tailândia, não estavam bem definidas no momento.
No ano de 1984, ocorreram uma série de tiroteios entre o exército tailandês e laociano. Em dezembro de 1987, entretanto, as forças armadas tailandesas se moveram para ocupar a disputada aldeia de Ban Romklao, levantando a bandeira da Tailândia sobre ela. O governo de Laos protestou fortemente, insistindo que o vilarejo fazia parte de Boten, distrito de Xaignabouli. As forças do Pathet Lao lançaram um ataque noturno contra a guarda tailandesa, tomando o controle de Ban Romklao. A luta travada foi intensa e perdurou por semanas até 19 de fevereiro de 1988, quando um cessar-fogo é assinado entre os dois Estados.
O breve conflito gerou cerca de 1.000 vítimas. Os tailandeses sofreram fortemente, uma vez que, em grande parte da guerra, eles atacavam posições entrincheiradas de Laos. O general Chavalit Yongchaiyudh era o comandante do Exército Real da Tailândia no momento da guerra e foi criticado por seu envolvimento contra a vontade do Ministério das Relações Exteriores Tailandês. O Vietnã havia ajudado seu aliado comunista, com o envio de tropas da infantaria vietnamita em Sayaburi, para apoiar as operações militares do Laos. 

## Consequências
A Comissão Mista de Fronteira Tailandesa-Laociana (JBC) foi criada em 1996 para esclarecer as divisões fronteiriças e estabelecer a posse das aldeias disputadas. A demarcação das fronteiras ainda está em curso.